# リソー教育
株式会社リソー教育（リソーきょういく、英: Riso Kyoiku Co., Ltd.）は、首都圏を中心に事業展開をしている学習塾「TOMAS」（トーマス）などを運営する企業である。

## 歴史
1985年（昭和60年）7月に、「1クラス6名を限度として100%正社員講師による責任ある指導体制」を目指し、東京都新宿区に設立された「株式会社日本教育公社（にほんきょういくこうしゃ）」が前身である。
「理想教育研究所（理想研）」という名の塾の経営を行っていた。1989年（平成元年）4月に、本社を東京都豊島区に移転し、翌5月には「名門会家庭教師センター」を設立し家庭教師部門へ進出するとともに、「プロの教師集団による個人指導」をスタートさせる。1990年（平成2年）3月には、その「個人指導」体制である、「完全個室（全室黒板付）の1:1の個人教授システム」を開発し、塾名称を「東京マンツーマンスクール」と改称する。
なお、現在の正式名称である「トーマス（TOMAS<英語名の「TOKYO Man to Man School」から由来>）」は、1997年（平成9年）1月に決定した「愛称」で、それまで通塾生からは、「マンツー」などとよばれていた。2000年3月に、塾名称を「トーマス」に変更した。
1998年（平成10年）10月、社名を現在の「株式会社リソー教育」へ改称している。
2000年（平成12年）7月には、インターネットを利用した完全個別指導を目的として、子会社「株式会社日本エデュネット」（現、株式会社スクールTOMAS）を設立する。その後、「株式会社スクールツアーシップ」（現、株式会社リソー教育企画）設立。
2003年（平成15年）1月、「株式会社名門会」の分社化、「株式会社伸芽会」を子会社化。2013年（平成25年）10月、「株式会社インターTOMAS」・「株式会社プラスワン教育」の分社化など、事業拡張 や、株式分割も盛んである。
2019年（令和元年）7月、学校法人駿河台学園との資本業務提携を発表し、同年9月に「株式会社駿台TOMAS」を合弁企業として設立した。
2020年（令和2年）2月、会社間取引の事務の効率化などを目的として親会社のリソー教育を存続会社として、2013年に分社化していたTOMAS企画、インターTOMASを吸収合併している。

同年9月には、不動産開発ノウハウの共有、年齢軸による囲い込み戦略の新たな展開をするべく、ヒューリック株式会社とコナミスポーツ株式会社との業務提携を発表した。
2021年、ヒューリック株式会社を割当先とする第三者割当による自己株式の処分と同時に、創業者の岩佐実次が保有していた株式の一部をヒューリック株式会社に譲渡。これによりヒューリック株式会社が筆頭株主となり、同社の関連会社となる。

さらに2024年5月、ヒューリック株式会社を割当先とする第三者割当増資及び同社が実施した株式公開買付けにより、ヒューリック株式会社の子会社となった。
2025年9月1日付で持株会社制に移行する予定で、商号を「株式会社リソー教育グループ」に変更する予定である他、リソー教育が手掛けている学習塾、英語スクール事業および生徒募集勧誘事業は同日付で株式会社TOMASが会社分割により承継する予定である。

## ブランド
リソー教育には複数の塾（ブランド）があるが、全て一対一の個別指導の塾である。

一人の講師が授業中に受け持つ人数は一人のみであり、授業を行う個室ブースの中にはホワイトボードがあり、講師と生徒が最初から最後まで付きっきりで授業を行う。
「TOMAS」（とーます）は「個別なのに進学塾」を謳い文句にする中学受験・高校受験・大学受験の塾 であり、「メディックTOMAS」（メディックとーます）はその医学部希望者向けである。
「インターTOMAS」は英語を中心とした塾であると同時に、英会話教室でもある。

リソー教育の事業部だったものを2013年に「株式会社インターTOMAS」として分社化・独立させたが、2020年に事務の効率化などを理由として吸収合併を行い事業部に戻し、現在に至っている。

## 不祥事

### 不適切な会計処理による粉飾決算
2013年11月に不適切な会計処理をした疑いにより証券取引等監視委員会から任意調査を受け、12月16日に外部の専門家から構成される第三者委員会を設置。2014年2月10日に調査結果を公表した。要約すると同社は岩佐実次会長の売上至上主義が蔓延し、人事部が存在せず会長と幹部は売上への貢献度によって昇給、減給、昇格、降格を繰り返し行っていた。その結果、監理、監査部門が機能しなくなり、営業部門は競って不正な売上計上をするようになる。
不正な売上計上として未消化コマ（授業料は支払われているが生徒が来なかった場合）で本来返金すべき授業料を当日欠席扱い（当時は返金しなくてよい規定であった）にして売上に計上したり社員授業（本来の講師ではなく社員が行う授業。講師に授業料の支払いが発生しない）、ご祝儀（志望校に合格した子に残存のコマがある場合、明示、暗示によって返還を放棄させる）等の方法で売上の水増をはかり、リソーグループ全体で83億にのぼる巨額なものになった。これは累計売上高から見れば6.8%の水増に過ぎないが、本来返還すべき利益を引当金として差し引くと、経常利益で-44.5%、当期純利益で-79.9%と巨大な粉飾決算となる。
第三者委員会は岩佐実次会長の関与についても徹底的な調査を行ったが、岩佐実次会長は完全に関与を否定した。これに対して第三者委員会は、会長が監査法人等から不適切な会計を指摘されて数億円をかけて監理システムを導入している事、これだけ大規模な不正であるにもかかわらず痕跡が全く見当たらない事、などを理由に、会長の関与は認め難いとしている。
これまで発覚が遅れた理由として、外部の監査法人の追求を巧みに誤魔化してきた「Ｍシステム」と呼ばれる未消化コマを正確に把握するシステムの存在がある。管理部門の責任者のみが特殊フラグを閲覧する事で、未消化コマの実態を把握するものだが、監査法人にすら知らせず社内秘とされていた。前の新日本監査法人は平成19年に改善の見込みが不明として監査契約を断続せず、新たに九段監査法人 が引き継ぎ、より強力な改善提言を続けたが「利益率のぶれが無い」ため最後まで売上の不正計上を把握できなかった。
14日に提出した訂正報告書によると2013年2月期の連結純利益は修正前の15億円から2億2100万円に減少し、純資産も56億円から7億9100万円に減少した。更に2013年3月から11月期までの修正後の連結決算は、売上高が138億円、最終損益が2億5600万円の赤字だった事が明らかになっている。
これら不祥事から2013年9月に社長に昇格したAが、2014年2月14日付で辞任。岩佐実次会長が社長を兼務すると発表した。
東京証券取引所は、内部管理体制等が不十分として、2014年3月11日にリソー教育株式を有価証券上場規程第501条第1項第2号a（上場会社が有価証券報告書等に虚偽記載を行った場合であって、当該上場会社の内部管理体制等について改善の必要性が高いと認められたため）により特設注意市場銘柄に指定し、同時に1000万円の上場契約違約金を納付するよう命じられた。同年4月21日に、証券取引等監視委員会の勧告に基づき、金融庁から4億1477万円の課徴金を納付するよう命じられた。同年5月23日には会計監査人を九段監査法人から誠栄監査法人へ変更した。
リソー教育は2015年3月11日に東京証券取引所に1回目の内部管理体制確認書を提出した他、同年5月8日にAリソー教育元社長、Bリソー教育元常務取締役、およびC名門会元社長に対し、損害賠償を請求する訴訟を東京地方裁判所に提起した。
東京証券取引所は、1回目の内部管理体制確認書を審査した結果、2015年9月8日にコーポレート・ガバナンスが不十分として特設注意市場銘柄指定を継続することを決定。指定継続決定は指定解除（上場維持）もしくは上場廃止のいずれかを決定する1回目の最終期限であるわずか3日前のことだった（同年9月11日までに、上場会社の内部管理体制等について改善がなされなかったと取引所が認める場合は上場廃止となる）。同年9月11日にコーポレート・ガバナンスなどの改善が見られない場合は上場廃止となる監理銘柄（審査中）に指定され、リソー教育は同日に2回目の内部管理体制確認書を提出。代表取締役会長兼社長であった岩佐実次も、同年10月1日付で取締役相談役に退き、後任の社長には代表取締役専務を務めていた天坊真彦が昇格した。東京証券取引所は同年10月31日に、コーポレート・ガバナンスなどが改善されたとして、特設注意市場銘柄並びに監理銘柄（審査中）の指定を解除し、東京証券取引所一部上場が維持されることになった。
2016年3月頃、Aリソー教育元社長、Bリソー教育元常務取締役、およびC名門会元社長は、リソー教育からの損害賠償請求を認諾し、訴訟は終了した。

### 分配可能額を超えた剰余金の配当
2020年7月、2020年2月期第4四半期配当金が会社法および会社計算規則に基づき算定した分配可能額を超えていたことが判明。これを受けて遡って社内調査が行われ、2019年2月期第3四半期配当および2020年2月期第2四半期配当、第3四半期配当においても、分配可能額を超えていたことが判明した。
社内及び社外調査委員会の調査の結果、配当額を検討するに際して分配可能額の計算がそもそも行われていなかったため、配当に係る剰余金の適法性を配当額を決定する段階、監査役が適法性を確認する段階、取締役会において審議する段階、配当金支払いを行う段階のいずれにおいても、分配可能額を超過していることに気づくことができなかったものと判明した。
このような事態が起きた原因として、配当金を決定するにあたり社内で定められている確定プロセスが役職員に周知されておらず形骸化しており、実際には配当予想額を決定する取締役会の数日前に役職員が当該事業年度の業績予想に基づき、剰余金見込額を4等分した金額を各四半期の配当予想額とする取締役会上程案が作られていた。また、各四半期の配当額決定に係る取締役会の数日前に実際の業績と業績予想の差異を踏まえ、配当予想額どおりの配当額で問題がないことの確認を行い、各四半期の配当額決定に係る取締役会上程案が作られていた。

配当予想額は、剰余金見込額を4等分するという方法、すなわち配当性向100%を前提とした方法で策定されており、実際の業績や自己株式取得等の分配可能額に影響する活動の有無次第では、各四半期の配当実施時に剰余金の額が配当予想額に満たない額となる可能性があったが、役職員は規定のプロセスを認識していないために適切な配当額を求めるという意識が欠如していた。更にどの部署において分配可能額の計算及び検証が行われているかを、役職員は理解していなかった。上程案作成に関与する役職員のうち、分配可能額規制の存在および計算方法を知る者は一部だけであり、その他は存在及び計算方法を理解していなかった。
配当額が確定するのは取締役会開催日の直前であることが多く、担当部署への連絡が間に合わない場合は結果の事後報告で済まされることもあり、問題となった配当も同様であり、役職員が作成した配当額の適法性を確認するプロセスが存在していなかった。監査役は担当部署が確認をしているであろうという認識のもと分配可能額を確認をしていなかった。取締役会では配当額についての議案書が届くのは取締役会の前日または当日であり、配当に係る議案に同意しあるいは異議を述べなかった役員らは分配可能額規制の存在を知らない・分配額決定の計算式などが資料として情報共有されなかったために確認不能・担当部署が分配可能額を確認をしているであろうという認識などのため、積極的な検証や議論を行っていなかった。

配当額を決定・確認するプロセスの形骸化、組織が縦割りで人事が固定されており情報共有などが不十分、職務権限を越えた業務分掌が常態化していることなど、複合的な組織の不備が原因として指摘されるに至った。
一方、意図的に配当金超過を行ったわけではない（そもそも確認を行っていない）ため刑事罰には該当しない。取締役および監査役には会社法上の責任が無いとは言えないものの、意図的に行ったものではないこと、別件で行っていた自己株式の処分および2020年2月までの利益余剰金を考慮すると会社債権者への影響は既に吸収されていること、取締役および監査役が職責に応じて報酬の一部を返納する予定であること、再発防止策に積極的に取り組む姿勢があることから、これ以上の責任追及の必要はないと判断している。

## グループ企業
- 株式会社名門会
- 株式会社伸芽会
- 株式会社スクールTOMAS
  - TOMAS ENGLISH TRAINING CENTER, INC.
- 株式会社駿台TOMAS
- 株式会社プラスワン教育
- 株式会社リソーウェルフェア
- 株式会社ココカラＴチャーズ

### 名門会
株式会社名門会（めいもんかい、英: Meimonkai co.,ltd.）は、2003年に設立された家庭教師派遣を行う企業である。株式会社リソー教育の子会社の一つ。
各校舎の看板や企業ロゴには「名門会家庭教師センター」と記載があるものの、ウェブサイトを見ると「名門会」だけの記載が多く、呼称が統一されていない。

#### TOMEIKAI
「TOMEIKAI」（とうめいかい、英: Tomeikai）は、名門会が主に首都圏以外の場所で、個別指導塾を展開する時のブランド名である。
基本的な指導形式は一対一の個別指導塾であり、親会社のリソー教育が展開する個別指導塾「TOMAS」ブランドの地方展開を、既に全国展開を行っている名門会が代わりに行っている。

#### MEDIC名門会
「MEDIC名門会」（めでぃっくめいもんかい、英: MEDICMeimonkai）は、名門会が主に首都圏以外の場所で、医学部受験生向けの個別指導塾を展開する時のブランド名である。
基本的な指導形式は一対一の個別指導塾であり、親会社のリソー教育が展開する医学部受験生向け個別指導塾「メディックTOMAS」ブランドの地方展開を、既に全国展開を行っている名門会が代わりに行っている。

### 伸芽会
株式会社伸芽会は、小学校受験および幼稚園受験向けの学習塾（いわゆるお受験・入学試験対策向けの幼児教室）を運営している企業である。

2011年3月からは保育所・学童保育事業も行っている。

### スクールTOMAS
株式会社スクールTOMASは、2000年7月に設立された学校内個別指導塾を運営している企業である。

当初は株式会社日本エデュネットという社名だったが、2013年10月に現在の社名に変更した。

グループの子会社の中でも一際資本金が多く、特定子会社となる。

### 駿台TOMAS
株式会社駿台TOMAS（すんだいとーます、英: SUNDAI TOMAS co.,ltd.）は、リソー教育と学校法人駿河台学園が業務提携し、2019年に設立した合弁会社である。
中学受験に特化した学習塾「spec. TOMAS」（スペックとーます）を2020年2月から開設。

### プラスワン教育
株式会社プラスワン教育（プラスワンきょういく、英: Plus One Kyoiku Co., Ltd.）は、2002年12月に設立された企業である。

もともとはリソー教育で情操教育や体験学習を担当していた部署を独立・分社化した。

当初は株式会社スクールツアーシップ（スクールツアーシップ、英: SCHOOL TOUR SHIP Co. Ltd.）という社名だったが、2005年7月に現在の社名に変更している。
社名変更後も「スクールツアーシップ（STS）」の名前でツアーを行っているほか、グループ会社が合宿等を行う際の旅行業務も担っている。

#### 不祥事
2023年11月7日、同年10月31日午前10:00頃に配信した登録者向けメールマガジンにて、個人情報漏洩の不祥事を起こしていたことが報じられる。

報道およびプラスワン教育の発表によると、配信対象の2000件（3732人分）の保護者、子どもの氏名、住所、生年月日、メールアドレスなどの個人情報が記載されたファイルをzip形式で添付し誤送信。配信日である31日12:00頃に受信者から連絡があり不祥事が発覚した。その添付ファイルにはパスワードなどがかけられていなかったため、自由に閲覧できる状態となっていた。。

### リソーウェルフェア
株式会社リソーウェルフェアは、リソー教育の福利厚生の一環として設置しているカフェを運営している企業である。
豊島区南池袋にあるリソー教育グループ城北本部池袋ビルの1階に、ビル利用者のみ利用できる店舗「プラスワンカフェ」がある。

従業員だけではなく、ビル利用者なら誰でも利用することができる。

### ココカラＴチャーズ
株式会社ココカラＴチャーズ（ココカラてぃーチャーズ、英: Cocokara Teachers Co., Ltd.）は、グループ各社の講師の採用および研修、紹介などを一貫して行う会社である。

将来的には、グループ会社以外への職業紹介も検討している。

## 解散したグループ企業
- 株式会社TOMAS企画
- 株式会社インターTOMAS

### TOMAS企画
株式会社TOMAS企画（とーますきかく、英: TOMAS Kikaku Co., Ltd.）は、2002年12月に設立された企業である。

もともとはリソー教育で生徒募集・勧誘を担当していた営業の部署を独立・分社化したもので、分社後もリソー教育各社の生徒募集・勧誘を主業務としていた。
2020年2月29日、会社間取引の事務の効率化などを目的として親会社のリソー教育に吸収合併。
2020年3月11日、法人格が消滅。リソー教育のブランドのひとつとして事業は継続している。

### インターTOMAS
株式会社インターTOMAS（インターとーます、英: Inter TOMAS., co LTD.）は、2013年10月に設立され、英会話教室を運営していた企業である。

もともとはリソー教育で海外留学などを担当していた部署を独立・分社化した。
2020年2月29日、会社間取引の事務の効率化などを目的として親会社のリソー教育に吸収合併。
2020年3月11日、法人格が消滅。リソー教育のブランドのひとつとして事業は継続している。

## 岩佐教育文化財団
公益財団法人岩佐教育文化財団（こうえきざいだんほうじんいわさきょういくぶんかざいだん）は、2010年に設立された財団法人。設立時の名称はリソー教育岩佐財団（リソーきょういくいわさざいだん）であった。
当時、リソー教育社長だった岩佐実次が出資し、初代代表理事も務めている。
設立時は奨学金制度のみの一般財団法人であったが、2013年5月に公益財団法人に移行。2022年3月、現在の名称に変更している。
創設時は東日本大震災や福島第一原子力発電所事故などの災害により経済難になり、学校に通えなくなった学生を援助することを主目的としていたが、2022年に財団の名称を変更した際に定款を改め、コロナ禍により経済的に困難になった一般学生に対しても奨学金制度を開始している。また、岩佐実次およびリソー教育は絵画などの美術品を多数所有しており、その美術品を貸与するなどの文化活動や災害被災地への寄付活動も行っている。
本財団は岩佐実次が始めたリソー教育とは別の事業となっているものの、運営に関わる事務をリソー教育に委託しており、事務所もリソー教育本社内にあるため、実質的にリソー教育が運営する財団となっている。

## テレビ番組
- 日経スペシャル ガイアの夜明け ニッポンの知を問う 4 塾パワーが子供を変える（2004年3月23日、テレビ東京）[52]。